# Онигма
Онигма (Унижма) — река в России, протекает в Республике Карелия. Впадает в Ондское водохранилище. Длина реки — 38 км, площадь водосборного бассейна — 570 км².
Река берёт начало из озера Нижней Онигмы на высоте 119,2 м над уровнем моря.
Река в общей сложности имеет 21 приток суммарной длиной 57 км.
Втекает на высоте 89,3 м над уровнем моря в Ондское водохранилище.

## Бассейн

### Притоки
(указано расстояние от устья)
- 5 км (пр): ручей Овечий
- 7 км (лв): ручей Кек
- 24 км (лв): ручей Чёрный
- 32 км (пр): ручей Берёзовый (с притоком — ручьём Ристиоя)

### Озёра
- Нижняя Онигма (исток Онигмы)
- Верхняя Онигма (с притоком — рекой Паюдеж)
- Пуглъярви
- Шуминозеро
- Педармилампи
- Оленье-Лампи

## Данные водного реестра
По данным государственного водного реестра России относится к Баренцево-Беломорскому бассейновому округу, водохозяйственный участок реки — Нижний Выг от Выгозерского гидроузла и до устья. Речной бассейн реки — бассейны рек Кольского полуострова и Карелии, впадает в Белое море.
Код объекта в государственном водном реестре — 02020001312102000006437.

## Фотографии
|  |  |